# EPrix van Valencia
De ePrix van Valencia is een race uit het Formule E-kampioenschap. In 2021 maakte de race haar debuut op de kalender als de vijfde race van het zevende seizoen. De race wordt gehouden op het Circuit Ricardo Tormo Valencia.

## Geschiedenis
De ePrix van Valencia werd in 2021 gehouden nadat er een aantal andere races werden afgelast vanwege de coronapandemie. Het was tevens de eerste keer dat er een Formule E-race op een permanent circuit werd gehouden. De eerste race werd gekenmerkt door het hoge aantal safetycarfases en het grote aantal coureurs die vanwege een lege batterij de finish niet haalden. Onder meer de voormalige leider António Félix da Costa moest de laatste ronde in een laag tempo afleggen, terwijl de oorspronkelijke podiumfinishers Oliver Rowland en Alexander Sims werden gediskwalificeerd omdat zij te veel energie hadden gebruikt. De eerste race werd uiteindelijk gewonnen door Nyck de Vries, terwijl Jake Dennis de tweede race won.

## Resultaten
| Editie | Seizoen   | Circuit  | Winnaar                                  | Tweede                                          | Derde                                        | Pole position                         | Snelste ronde                       |
| ------ | --------- | -------- | ---------------------------------------- | ----------------------------------------------- | -------------------------------------------- | ------------------------------------- | ----------------------------------- |
| 1      | 2020-2021 | Valencia | Nyck de Vries Mercedes-EQ Formula E Team | Nico Müller GEOX Dragon                         | Stoffel Vandoorne Mercedes-EQ Formula E Team | António Félix da Costa DS Techeetah   | Robin Frijns Envision Virgin Racing |
| 1      | 2020-2021 | Valencia | Jake Dennis BMW i Andretti Motorsport    | André Lotterer TAG Heuer Porsche Formula E Team | Alex Lynn Mahindra Racing                    | Jake Dennis BMW i Andretti Motorsport | Alex Lynn Mahindra Racing           |